# Birgitta Södertun
Ingrid Birgitta Södertun, född 10 oktober 1954 i Helsingborgs Maria församling, Malmöhus län, är en svensk politiker (kristdemokrat) och regionråd i Region Skåne. 

## Biografi
Södertun är utbildad barnmorska och har varit yrkesverksam vid Helsingborgs lasarett. Hon engerade sig i kyrkopolitiken på 1980-talet och har varit heltidspolitiker sedan år 2000. Södertun är sedan valet 2010 regionråd och ordförande i Region Skånes folkhälsoberedning.